# Voivodato di Słupsk

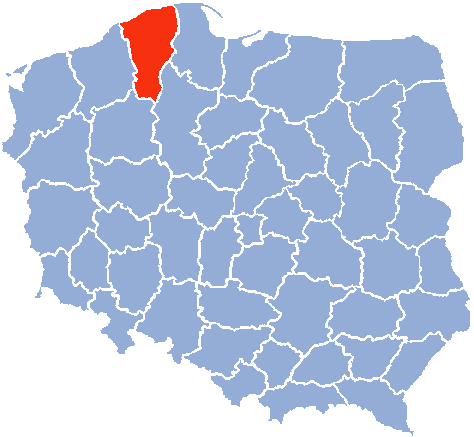
Voivodato di Słupsk

Il voivodato di Słupsk (in polacco: województwo słupskie) fu un'unità di divisione amministrativa e governo locale della Polonia dal 1975 al 1998. Il territorio del voivodato ha fatto parte dal 1945 al 1950 del voivodato di Stettino e dal 1950 al 1975 del voivodato di Koszalin. Nel 1999 è stata ulteriormente modificata la divisione della Polonia nei voivodati, e il voivodato di Słupsk è stato sostituito dal voivodato della Pomerania.
La capitale era Słupsk.

## Dati (1º gennaio 1992)
- Area: 7.400 km²
- Popolazione: 413.800 abitantsi
- Densità di popolazione: 56 abitanti/km²
- Divisione amministrativa: 31 comuni
- Città: 11

## Principali città (popolazione nel 1995)
- Słupsk (102.700)
- Lębork (36.300)

## Altre città (popolazione nel 1980)
- Ustka (15.200)
- Bytów (13.300)
- Sławno (12.700)
- Człuchów (10.700)
- Miastko (10.000)